# London (Califòrnia)
London és una concentració de població designada pel cens dels Estats Units a l'estat de Califòrnia. Segons el cens del 2000 tenia 1.848 habitants.

## Demografia
Segons el cens del 2000, London tenia 1.848 habitants, 394 habitatges, i 343 famílies. La densitat de població era de 1.132,6 habitants/km².
Dels 394 habitatges en un 58,1% hi vivien nens de menys de 18 anys, en un 54,8% hi vivien parelles casades, en un 18% dones solteres, i en un 12,7% no eren unitats familiars. En el 7,4% dels habitatges hi vivien persones soles el 2,3% de les quals corresponia a persones de 65 anys o més que vivien soles. El nombre mitjà de persones vivint en cada habitatge era de 4,69 i el nombre mitjà de persones que vivien en cada família era de 4,63.
Per edats la població es repartia de la següent manera: un 36,7% tenia menys de 18 anys, un 18,6% entre 18 i 24, un 29,2% entre 25 i 44, un 11,7% de 45 a 60 i un 3,8% 65 anys o més.
L'edat mediana era de 23 anys. Per cada 100 dones de 18 o més anys hi havia 148,7 homes.
La renda mediana per habitatge era de 21.678 $ i la renda mediana per família de 20.524 $. Els homes tenien una renda mediana de 21.964 $ mentre que les dones 15.833 $. La renda per capita de la població era de 5.632 $. Entorn del 42,1% de les famílies i el 44,5% de la població estaven per davall del llindar de pobresa.

## Poblacions més properes
El següent diagrama mostra les poblacions més properes.